# Sintiu Bara
Sintiu Bara (em francês: Sinthiou Bara) é uma aldeia do Senegal, localizada na região de Matã, na comunidade rural de Nabaji Civol. É um sítio proto-histórico. É uma das possíveis localizações antiga cidade de Sila mencionada por fontes muçulmanas da Idade Média.